# Жайворонки прилітають першими
«Жайворонки прилітають першими» (лат. «Cīruļi atlaižas pirmie») — радянський художній фільм 1967 року, знятий на Ризькій кіностудії.

## Сюжет
В останні дні війни пораненого Юста підібрала і сховала одна стара жінка. Війна закінчилася, і Юст разом з багатьма іншими починає будувати нове життя в звільненій Латвії. Доводиться стикатися не тільки з розрухою в селянському господарстві, а й з ворогами, які таємно або явно намагаються перешкодити відродженню нового. В одній із сутичок з бандитами Юст гине, але його друзі продовжують боротьбу.

## У ролях
- Імантс Скрастіньш — Юст (озвучив Володимир Ферапонтов)
- Артурс Дімітерс — Бергіс (озвучив Костянтин Карельських)
- Лігіта Яунсіла — Анда (озвучила Антоніна Кончакова)
- Вілма Лієпиня — Алвіне (озвучив Ксенія Козьміна)
- Валдемарс Зандбергс — Мікелсонс (озвучив Костянтин Тиртов)
- Евалдс Валтерс — Анскін
- Алфредс Віденієкс — Крістап (озвучив Микола Граббе)
- Дзідра Рітенберга — Курземнієце
- Даумантс Мілгравіс — епізод
- Жаніс Прієкуліс — Рампан
- Юріс Бернотс — епізод
- Гунарс Стуріс — Ільмар
- Харійс Авенс — епізод
- Гунарс Плаценс — епізод
- Расма Рога — епізод
- Паулс Мелдуцис — епізод

## Знімальна група
- Режисер — Маріс Рудзітіс
- Сценаристи — Маріс Рудзітіс, Бруно Саулітіс
- Оператор — Яніс Брієдіс
- Композитор — Маргер Заріньш
- Художник — Віктор Шильдкнехт